# 아프레피탄트
아프레피탄트(aprepitant)는 에멘드(Emend) 등의 상품명으로 판매되는 약물로, 화학요법 유발성 오심 및 구토(CINV)와 수술후 오심 및 구토(PONV)를 막기 위해 사용된다. 온단세트론이나 덱사메타손과 함께 투여할 수도 있다. 경구나 정맥 주사로 투여한다.
흔한 부작용에는 피로감, 식욕부진, 설사, 복통, 딸꾹질, 가려움, 폐렴, 혈압의 변화가 있다. 그 외 발생할 수 있는 심한 부작용에는 아나필락시스가 있다. 임신 중 사용은 유해한 것으로 보이지 않으나, 잘 연구된 상태는 아니다. 아프레피탄트는 NK1 수용체 길항제에 속한다. P물질이 NK1 수용체에 결합하는 것을 차단하여 작용한다.
아프레피탄트는 2003년 EU와 미국에서 의학적 사용을 승인 받았다. Merck & Co.에서 개발하였다. WHO 필수 의약품 목록에 포함되어 있다.

## 의학적 사용
화학요법 유발성 오심 및 구토(CINV)와 수술후 오심 및 구토(PONV)를 막기 위해 사용된다. 온단세트론이나 덱사메타손과 함께 투여할 수도 있다. 아프레피탄트 등의 NK1 수용체 길항제를 5-HT3 길항제와 병용 투여하면 급성과 지연성 CINV 모두를 예방하는 데에 5-HT3 길항제의 효능이 유의미하게 증가한다.

## 작용 기전
아프레피탄트는 NK1 수용체에 의한 신호 전달을 차단하는 NK1 수용체 길항제로 분류된다. 이로 인해 환자의 구토 가능성을 감소시키는 효과를 낸다.
NK1 수용체는 중추신경계와 말초신경계에 위치한 G 단백질 연결 수용체(GPCR)이다. 또한 신경세포, 뇌줄기, 혈관내피세포, 위장관계, 근육, 비뇨생식계, 폐 조직, 갑상선, 각종 면역 세포에도 존재한다. NK1 수용체의 주된 리간드는 P물질로, P물질은 11개의아미노산으로 이루어진 신경펩타이드이다. 뇌의 구토중추에서 높은 농도를 보이는 P물질은 활성화되었을 때 구토반사를 유발한다. 또한 말초 수용기에서 중추신경계로의 통증 자극 전달에도 중요한 역할을 한다.
아프레피탄트는 P물질의 뇌의 신경세포에 존재하는 NK1 수용체에 결합하는 것을 막아, 세포독성을 가지는 화학요법 약제들로 인한 급성과 지연성 구토를 모두 억제하는 것으로 밝혀져 있다. 양전자 방출 단층촬영(PET)을 이용한 연구에 따르면 아프레피탄트는 뇌혈관장벽을 가로질러 이동할 수 있어, 인간 뇌의 NK1 수용체에 결합할 수 있다. 또한 아프레피탄트는 마찬가지로 화학요법으로 인한 오심과 구토를 막는 데에 쓰이는 5-HT3 길항제인 온단세트론과 코르티코스테로이드인 덱사메타손의 활성을 증가시키는 효과가 있다.

## 상호작용
CYP3A4의 중등도 저해제이자 CYP2C9의 유도제인 아프레피탄트는 다른 약물과 함께 투여하였을 때 CYP3A4에 의해 대사되는 약물의 농도는 높이고, 반대로 CYP2C9에 의해 대사되는 약물의 농도는 낮출 수 있다. 따라서 단독으로 투여하였을 때와 비슷한 수준의 효과를 내기 위해서는 CYP3A4에 의해 대사되는 덱사메타손이나 메틸프레드니솔론의 용량은 줄여서 투여하여야 한다. 반면 호르몬성 피임제의 효과가 아프레피탄트 투여 후 28일까지 감소할 수 있어 피임을 원할 시 경구용 피임제 외에 다른 피임법을 써야 한다. 또한 와파린이나 톨부타미드, 페니토인과 같은 CYP2C9에 의해 주로 대사되는 약물들을 아프레피탄트와 함께 투여할 시 이 약물들의 혈중 농도가 감소할 수 있다는 것을 고려해야 한다.
특히 옥시코돈과의 상호작용이 밝혀져 있는데, 아프레피탄트와 옥시코돈을 병용 투여하였을 때 아프레피탄트가 옥시코돈의 효능을 증가시키면서 부작용도 악화시켰다. 그러나 이것이 CYP3A4 억제로 인한 것인지, 아니면 NK1 수용체 길항제 활성으로 인한 것인지는 불분명하다.
한편 반대로 아프레피탄트 역시 CYP3A4의 기질이므로 케토코나졸과 같은 다른 CYP3A4 저해제 약물들에 의해 혈중 농도가 올라갈 수 있다. CYP3A4의 유도제인 리팜핀 등에 의해서는 아프레피탄트의 효과가 떨어질 수 있다.

## 약리학
평균 생체이용률은 60~65% 정도이다. 대부분 CYP3A4에 의해 대사되며 적은 양이 CYP1A2와 CYP2C19에 의해 대사된다. 아프레피탄트의 여러 대사산물이 사람의 혈장에서 발견되며 약한 활성만을 가진다. 14C로 표지된 아프레피탄트의 전구 약물(L-758298)을 정맥 주사로 투여한 연구에서, 전구 약물은 아프레피탄트로 빠르게 완전히 변환되었다. 이때 방사능의 대략 57%가 소변으로, 45%는 대변으로 배출되었다. 소변에서 변환되지 않은 채 나온 전구 약물은 존재하지 않았다.